# Lord temporali
Nel Parlamento del Regno Unito, i lord temporali sono i membri laici della Camera dei lord. Il termine è usato per differenziare i lord che sono tali a vita (o per ereditarietà, anche se il diritto ereditario alla Camera dei lord è stato abolito per tutti nel 1999) dai lord spirituali, che siedono alla Camera come vescovi della Chiesa d'Inghilterra.

## Cronologia
L'appartenenza alla Camera dei lord era un diritto di tutti i pari ereditari ad eccezione di quelli appartenenti alla paria d'Irlanda. Ai sensi dell'House of Lords Act del 1999 il diritto a farne parte venne limitato a 92 pari ereditari. Dal 2008, solo una è donna (Margaret of Mar, XXXI contessa di Mar); la maggior parte dei titoli ereditari infatti può essere ereditata solo da uomini.
Un'ulteriore riforma della Camera dei lord è una questione perennemente discussa nella politica britannica. Tuttavia, dal 1999 la Camera dei comuni non ha approvato alcuna legislazione aggiuntiva. La commissione Wakeham, che discusse la questione della riforma della Camera dei lord sotto l'allora Primo ministro Gordon Brown, propose di rendere elettivi parte dei lord. Questo piano, che fu ampiamente criticato, non riuscì ad avanzare alla Camera dei comuni. Altre proposte furono fatte sotto il governo di coalizione del Primo ministro David Cameron per ridurre la dimensione della Camera dei lord a 450 membri, eleggere direttamente almeno alcuni dei lord e consentire ai membri della Camera dei comuni di candidarsi alle elezioni alla Camera dei lord. Nessuna di queste proposte fu approvata.

## Composizione dei lord temporali
I lord temporali sono costituiti da un piccolo numero di pari ereditari e da un contingente molto più ampio di pari a vita.

### Pari ereditari
I lord temporali storicamente comprendevano diverse centinaia di pari ereditari (lord inglesi e lord del Parlamento scozzesi). Tali uffici ereditari possono essere creati dalla Corona e nei tempi moderni venivano generalmente creati solo su consiglio del Primo Ministro.
Non tutti i pari scozzesi e irlandesi erano autorizzati a sedere nella Camera alta. Quando nel 1707 il Regno di Scozia si unì al Regno d'Inghilterra per formare il Regno di Gran Bretagna, fu stabilito che i pari ereditari scozzesi avrebbero potuto eleggere 16 rappresentati che potessero sedere nella Camera dei lord; il mandato di un rappresentante durava fino alle successive elezioni generali. Una disposizione simile fu emanata quando nel 1801 il Regno d'Irlanda si fuse con il Regno di Gran Bretagna per formare il Regno Unito; ai pari irlandesi fu permesso di eleggere 28 rappresentanti che però mantenevano l'incarico a vita. Le elezioni per i rappresentanti irlandesi terminarono nel 1922, quando la maggior parte dell'Irlanda divenne uno Stato indipendente; le elezioni per i rappresentanti scozzesi si conclusero con il passaggio del Peerage Act del 1963, in base al quale tutti i pari scozzesi ottennero un seggio nella Camera alta.
Con l'approvazione dell'House of Lords Act del 1999, solo i pari a vita hanno diritto automaticamente a un seggio alla Camera dei lord. Dei pari ereditari, solo 92 - il conte maresciallo, il lord gran ciambellano e altri 90 eletti dagli altri pari - detengono il seggio alla Camera. Di questi 90, 15 vengono eletti dalla plenaria della Camera e 75 vengono eletti solo dai pari ereditari già membri della Camera.

### Pari a vita
Il più grande gruppo di lord temporali, e di fatto di tutta la Camera, sono i pari a vita. Nel giugno del 2019 vi erano 661 pari a vita. Essi ottengono il titolo di barone o baronessa e sono creati in base al Life Peerages Act del 1958. Come tutti gli altri colleghi, i pari a vita sono creati dalla Corona, che agisce su consiglio del Primo ministro o della commissione per le nomine della Camera dei lord. Per convenzione, tuttavia, il Primo ministro consente ai leader di altri partiti di nominare alcuni pari a vita, per mantenere l'equilibrio politico anche in questa Camera.
Nel 2000, il governo annunciò che avrebbe istituito una Commissione per le nomine indipendenti guidata da Lord Stevenson di Coddenham per selezionare 15 cosiddetti "pari del popolo" che avrebbero ricevuto una paria a vita.

### Law lord
Fino all'istituzione della Corte suprema del Regno Unito nel 2009, un sottoinsieme dei lord temporali - noto come lord of appeal in ordinary - fungeva come ultima corte di appello nel sistema giudiziario del Regno Unito. I lord di questo tipo in carica nel 2009 divennero i primi giudici della Corte suprema.